# Hong Kong FA Cup 2018/19
Der Hong Kong FA Cup 2018/19 war die 44. Austragung eines Fußballwettbewerbs in Hongkong. Teilnehmer waren die zehn Mannschaften der ersten Liga, der Hong Kong Premier League. Titelverteidiger war der Kitchee SC.

## Termine
| Runde         | Datum                       |
| ------------- | --------------------------- |
| 1. Runde      | 27. Januar 2019             |
| Viertelfinale | 30. März 2019 31. März 2019 |
| Halbfinale    | 11. Mai 2019 12. Mai 2019   |
| Finale        | 25. Mai 2019                |

## 1. Runde
|                                              | Ergebnis |              |
| -------------------------------------------- | -------- | ------------ |
| 27. Januar 2019 (Sham Shui Po Sports Ground) |          |              |
| Dreams SC                                    | 2:1      | Eastern AA   |
| 27. Januar 2019 (Yuen Long Stadium)          |          |              |
| Hoi King SA                                  | 0:2      | Yuen Long FC |

## Viertelfinale
|                                             | Ergebnis              |              |
| ------------------------------------------- | --------------------- | ------------ |
| 30. März 2019 (Tseung Kwan O Sports Ground) |                       |              |
| Tai Po FC                                   | 1:2 (n. V.)           | Dreams SC    |
| 30. März 2019 (Mong Kok Stadium)            |                       |              |
| Kitchee SC                                  | 6:0                   | Lee Man FC   |
| 31. März 2019 (Sham Shui Po Sports Ground)  |                       |              |
| Hong Kong Pegasus FC                        | 1:1 n. V. (3:4 i. E.) | Yuen Long FC |
| 31. März 2019 (Tseung Kwan O Sports Ground) |                       |              |
| Southern District FC                        | 1:0                   | R&F          |

## Halbfinale
|                                 | Ergebnis |                      |
| ------------------------------- | -------- | -------------------- |
| 11. Mai 2019 (Mong Kok Stadium) |          |                      |
| Dreams SC                       | 1:2      | Kitchee SC           |
| 12. Mai 2019 (Mong Kok Stadium) |          |                      |
| Yuen Long FC                    | 0:2      | Southern District FC |

## Finale
|                                  | Ergebnis |                      |
| -------------------------------- | -------- | -------------------- |
| 26. Mai 2018 (Hong Kong Stadium) |          |                      |
| Kitchee SC                       | 2:0      | Southern District FC |